# كفر الصلاحات
قرية كفر الصلاحات هي إحدى القرى التابعة لمركز بنى عبيد في محافظة الدقهلية في جمهورية مصر العربية. حسب إحصاءات سنة 2006، بلغ إجمالي السكان في كفر الصلاحات 7289 نسمة، منهم 3604 رجل و3685 امرأة. من أعلامها لاعبي كرة القدم نادر السيد وحسام عرفات.